# Marcel Kammerer
Marcel Kammerer (* 4. November 1878 in Wien; † 25. Dezember 1959 in Montreal) war ein österreichischer Architekt und Maler.
Marcel Kammerer legte 1897 die Reifeprüfung an der Staatsgewerbeschule in Wien ab, besuchte 1898–1902 die Akademie der bildenden Künste Wien und unternahm aufgrund eines Stipendiums 1901 eine Studienreise nach Ägypten, Italien, Schweiz, England und Holland. Der Wagner-Schüler war etliche Jahre als Chefzeichner in Otto Wagners Büro tätig und wirkte an wichtigen Bauten mit, etwa an der Kirche am Steinhof. Für Wagners Postsparkassengebäude entwarf Kammerer einen Großteil der Möbel. Daneben betrieb er aber auch selbständige Projekte.

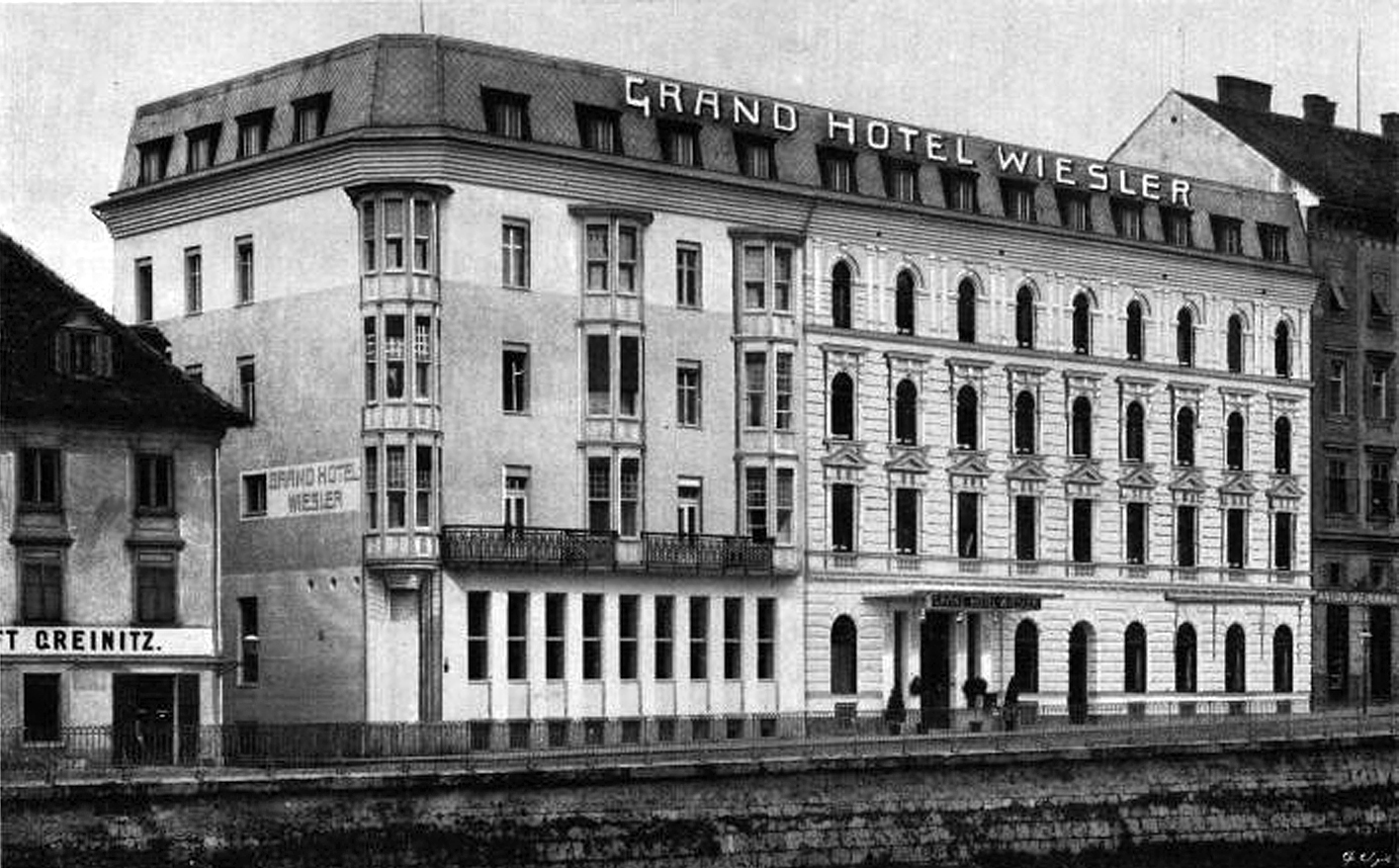
Grand Hotel Wiesler (1909)

Kammerer ging 1911–1918 eine Arbeitsgemeinschaft mit den ebenfalls aus der Schule Otto Wagners stammenden Architekten Otto Schönthal und Emil Hoppe ein. Als Maler ließ er sich schon vor 1914 von Franz Rumpler ausbilden (Privatschüler). Zu Kammerers bekanntesten Projekten zählt die Trabrennbahn Krieau (1914), als sein Hauptwerk gilt der Umbau des Grand Hotel Wiesler in Graz, im sezessionistischen Stil. Ab 1925 stattete er im Auftrag von Viktor Thonet Schloss Lehenhof in Scheibbs, vor allem die Bibliothek, aus. Kammerer war in der Zwischenkriegszeit vor allem als Maler tätig. Als solcher wurde er besonders in der Zeit des Nationalsozialismus geschätzt und ausgestellt. Zum 23. April 1933 trat er der NSDAP bei (Mitgliedsnummer 1.613.382). Er war von 1938 bis 1944 auf allen Großen Deutschen Kunstausstellungen in München vertreten. Nach dem „Anschluss“ übte er die Funktion des Landesleiters der bildenden Künste des Gaus Wien aus und wurde damit zu einem mächtigen Amtsträger. Nach 1945 wanderte er nach Kanada aus.
Kammerer erhielt unter anderem 1911 das Ehrenzeichen der internationalen Ausstellung Rom, 1899 den Hansen-Preis, 1915 den Preis der Gemeinde Wien für einen hervorragenden Bau (Wohnhaus, Wien 1, Dorotheergasse 5–7), 1932 die Ehrenmedaille der Zentralvereinigung der bildenden Künstler Österreichs in Silber, 1913 den Ehrenpreis der Bauausstellung Leipzig in Silber. Er wurde zum Baurat h.c. ernannt.
Seine Urne befindet sich auf dem Weidlinger Friedhof bei Wien.